# Tina Österreich
Tina Österreich ist das Pseudonym von Dagmar Meier-Barkhausen (* 1944 in Bautzen), einer deutschen Schriftstellerin. Sie studierte Pädagogik in Leipzig und Altenburg. 1974 wurde sie bei der Vorbereitung der Flucht aus der DDR gefasst und inhaftiert, bis sie 1975 durch die Bundesrepublik freigekauft wurde. 1979 bis 2000 war sie als Lehrerin in einer berufsbildenden Schule in der niedersächsischen Wesermarsch tätig. Heute lebt sie in Rastede.

## Werke
- Ich war RF. Seewald, Stuttgart 1977, ISBN 3-512-00487-3.
- Gleichheit, Gleichheit über alles. Seewald, Stuttgart 1978, ISBN 3-512-00514-4.
- Luftwurzeln. Tykve, Böblingen 1987, ISBN 3-925434-09-7.
- 11 Tage oder Protokoll einer Zwangseinweisung. Schardt, Oldenburg 1999, ISBN 3-933584-612.
- Von Mädchen zu Mädchen. Schardt, Oldenburg 2006, ISBN 978-3-89841-269-8.

## Auszeichnungen
- Märkisches Stipendium für Literatur 1979/1980
- Kunstpreis der DDR 1990